# 太上皇后
太上皇后，英文稱為 Empress Emerita，是太上皇正妻的称号，因夫君在世，為有所區別而不稱皇太后。也有部分太上皇的正妻被加封为皇太后，或在“皇后”前加上徽号。详见太后。

## 中國歷史上的太上皇后
1. 某氏，西汉太上皇刘太公的继妻，汉高祖刘邦尊父亲为太上皇，继母为太上皇后。
2. 胡氏，北齐武成帝高湛的皇后。565年，高湛禅位给太子高纬，自任太上皇，胡皇后为太上皇后，高湛死后为皇太后。
3. 穆邪利，小字黃花，北齊後主高緯第三任皇后。577年，北周攻陷晋阳，高纬传位幼主高恒，高恒尊母亲穆邪利为太上皇后。
4. 莊憲皇后王氏，唐顺宗李诵的良娣。805年，顺宗即位不久便被迫传位于太子李纯，退位为太上皇，王良娣被儿子尊为太上皇后，顺宗死后为皇太后。
5. 宣穆皇后何氏，唐昭宗李晔的皇后。900年，刘季述迎立其子李𥙿为皇帝，尊昭宗为太上皇，何皇后为太上皇后，昭宗复位后复为皇后，唐哀帝登基后为皇太后。
6. 顯肅皇后郑氏。宋徽宗赵佶的第二任皇后。1126年，宋徽宗禅位于子趙桓，欽宗即位後尊继母鄭皇后為太上皇后，或以居所宁德宫称宁德太后。
7. 宪圣慈烈皇后吴氏，宋高宗赵构的第二任皇后。1162年，高宗禅位于养子赵昚，吴皇后为太上皇后，高宗死后为皇太后、太皇太后。
8. 慈懿皇后李鳳娘，宋光宗赵惇的皇后。1200年，光宗讓位于其子趙擴后，李鳳娘成為太上皇后。

### 未得太上皇后稱號的太上皇正妻（或平妻）
1. 楊麗華，北周宣帝宇文贇之妻。579年，在位僅10個月的宇文贇禪位予年僅7歲的宇文闡，自稱天元皇帝，而楊麗華則稱天元皇后，為實質的太上皇帝后。宇文贇崩後為皇太后，父親楊堅其後受禪建立隋朝，封樂平公主。
2. 朱滿月，北周宣帝宇文贇之平妻、北周靜帝宇文闡之生母。579年，宇文贇禪位，因著皇帝生母之身分，被封為天皇后、天大皇后。宇文贇崩後為帝太后，與楊麗華並尊。
3. 陳月儀，北周宣帝宇文贇之平妻。本為德妃，後為天中大皇后。宇文贇崩後被迫出家。
4. 尉遲熾繁，北周宣帝宇文贇之平妻。本是周宣帝堂兄杞國公宇文亮的兒媳，西陽郡公宇文溫的夫人，被強佔為長貴妃。後為天左皇后、天左大皇后。宇文贇崩後被迫出家。
5. 元樂尚，北周宣帝宇文贇之平妻。本為貴妃，後為天右皇后、天右大皇后。宇文贇崩後被迫出家。
6. 成肅皇后謝氏，宋孝宗赵眘的第二任皇后、第三位正妻。1187年，高宗崩。1189年，孝宗禅位于赵惇，孝宗自稱壽皇（太上皇），謝皇后为壽成皇后，為實質的太上皇后。
7. 孝莊睿皇后錢氏，明英宗朱祁鎮的皇后。1449年，英宗親征瓦剌，被俘。弟郕王朱祁鈺監國，不久登基。遙尊英宗為太上皇，後被迎回。土木之變後直至到奪門之變，錢皇后未得到太上皇后的尊封。

## 日本的太上皇后
1. 美智子上皇后，為日本太上皇明仁之妻。2019年4月30日，天皇明仁退位，改稱上皇，美智子也一併退休，改稱上皇后，其職務分別由德仁天皇與雅子皇后繼承。由於「皇太后」的尊號給人先皇逝世的印象，因此日本政府決定新創稱號，尊美智子為上皇后，美智子也因此成為日本第一位擁有上皇后稱號的前任君主配偶，為實質的太上皇后。

另一方面，古代日本的天皇於退位後稱太上天皇，而出家的太上天皇則稱太上法皇。然而不論是太上天皇或太上法皇，其正妻（皇后或中宮）皆未有如中國一般擁有「太上皇后」一號。日本歷史上太上天皇、太上法皇的正妻，有的被加封為皇太夫人（如藤原溫子）、或是被加封為皇太后（如昌子內親王），又或得到女院的封號及地位。